# Harry Meeking
Harry Meeking, surnommé Hurricane Harry, (né le 4 novembre 1894 à Berlin au Canada - mort le 13 décembre 1971 à Toronto) est un joueur professionnel de hockey sur glace qui évoluait au poste d'ailier.

## Biographie
Harry Meeking se fit remarquer lorsqu'il jouait dans les différentes ligues de l'Association de hockey de l'Ontario inscrivant notamment 16 buts en 6 parties jouées durant la saison 1914-15. En 1915, il fit ses débuts professionnels avec les Blueshirts de Toronto de l'Association nationale de hockey.
En 1917, il signa avec les Arenas de Toronto de la nouvelle Ligue nationale de hockey. Durant cette première saison en LNH, il inscrivit 10 buts en 21 rencontres jouées et remporta avec les Arenas la coupe Stanley face aux Millionnaires de Vancouver.
Après une seconde saison à Toronto marquée par une suspension par l'équipe, il partit jouer en Association de hockey de la Côte du Pacifique avec les Aristocrats de Victoria qui devinrent les Cougars en 1922. En 1925, les Cougars, jouant désormais dans la Western Canada Hockey League, remportèrent la coupe Stanley, la dernière par une équipe non-membre de la LNH. À la suite de la cessation d'activités de la WHL en 1926, les Cougars furent rachetés et déménagés à Détroit pour évoluer en LNH.
Au cours de la saison 1926-1927, Meeking joua pour les Cougars puis pour les Bruins de Boston, avec lesquels il joua la coupe Stanley, ainsi que pour les Hornets de Windsor de la Canadian Professional Hockey League. Il passa les deux saisons suivantes en Canadian-American Hockey League avec les Eagles de New Haven et les Arrows de Philadelphie. Lors de la saison 1929-30, il joua en Ligue internationale de hockey pour les Millionaires de Toronto et les Panthers de London et fit quelques apparitions en Can-Pro pour les Flying Dutchmen de Kitchener avant de se retirer du hockey.

## Statistiques
| Saison     | Équipe                       | Ligue         |    | Saison régulière | Saison régulière | Saison régulière | Saison régulière | Saison régulière |   | Séries éliminatoires | Séries éliminatoires | Séries éliminatoires | Séries éliminatoires | Séries éliminatoires |
| Saison     | Équipe                       | Ligue         | PJ | B                | A                | Pts              | Pun              | PJ               | B | A                    | Pts                  | Pun                  |                      |                      |
| 1912-1913  | Toronto Canoë Club           | OHA-Jr.       | ?  | ?                | ?                | ?                | ?                | -                | - | -                    | -                    | -                    |                      |                      |
| 1912-1913  | R & AA de Toronto            | OHA-Sr.       | -  | -                | -                | -                | -                | 1                | 0 | 0                    | 0                    | 0                    |                      |                      |
| 1913-1914  | R & AA de Toronto            | OHA-Sr.       | 4  | 5                | 0                | 5                | ?                | 2                | 2 | 0                    | 2                    | 4                    |                      |                      |
| 1914-1915  | Victorias de Toronto         | OHA-Sr.       | 6  | 16               | 0                | 16               | ?                | 4                | 2 | 0                    | 2                    | ?                    |                      |                      |
| 1915-1916  | Blueshirts de Toronto        | ANH           | 14 | 3                | 1                | 4                | 8                | 2                | 0 | 0                    | 0                    | 0                    |                      |                      |
| 1916-1917  | Signallers d'Ottawa          | OCHL          | 8  | 7                | 0                | 7                | 32               | -                | - | -                    | -                    | -                    |                      |                      |
| 1917-1918  | Arenas de Toronto            | LNH           | 21 | 10               | 9                | 19               | 28               | 2                | 3 | 0                    | 3                    | 6                    |                      |                      |
| 1917-1918  | Arenas de Toronto            | Coupe Stanley | -  | -                | -                | -                | -                | 5                | 1 | 2                    | 3                    | 18                   |                      |                      |
| 1918-1919  | Arenas de Toronto            | LNH           | 14 | 7                | 3                | 10               | 32               | -                | - | -                    | -                    | -                    |                      |                      |
| 1918-1919  | Miners de Glace Bay          | CBHL          | ?  | ?                | ?                | ?                | ?                | -                | - | -                    | -                    | -                    |                      |                      |
| 1919-1920  | Aristocrats de Victoria      | PCHA          | 21 | 4                | 4                | 8                | 51               | -                | - | -                    | -                    | -                    |                      |                      |
| 1920-1921  | Aristocrats de Victoria      | PCHA          | 24 | 13               | 2                | 15               | 15               | -                | - | -                    | -                    | -                    |                      |                      |
| 1921-1922  | Aristocrats de Victoria      | PCHA          | 24 | 2                | 4                | 6                | 33               | -                | - | -                    | -                    | -                    |                      |                      |
| 1922-1923  | Cougars de Victoria          | PCHA          | 28 | 17               | 9                | 26               | 43               | 2                | 0 | 0                    | 0                    | 2                    |                      |                      |
| 1923-1924  | Cougars de Victoria          | PCHA          | 29 | 8                | 5                | 13               | 34               | -                | - | -                    | -                    | -                    |                      |                      |
| 1924-1925  | Cougars de Victoria          | WCHL          | 28 | 12               | 2                | 14               | 24               | 4                | 0 | 0                    | 0                    | 2                    |                      |                      |
| 1924-1925  | Cougars de Victoria          | Coupe Stanley | -  | -                | -                | -                | -                | 4                | 0 | 1                    | 1                    | 2                    |                      |                      |
| 1925-1926  | Cougars de Victoria          | WHL           | 19 | 1                | 1                | 2                | 20               | 4                | 0 | 0                    | 0                    | 0                    |                      |                      |
| 1925-1926  | Cougars de Victoria          | Coupe Stanley | -  | -                | -                | -                | -                | 4                | 0 | 0                    | 0                    | 6                    |                      |                      |
| 1926-1927  | Cougars de Détroit           | LNH           | 6  | 0                | 0                | 0                | 4                | -                | - | -                    | -                    | -                    |                      |                      |
| 1926-1927  | Bruins de Boston             | LNH           | 23 | 1                | 0                | 1                | 2                | 7                | 0 | 0                    | 0                    | 0                    |                      |                      |
| 1926-1927  | Hornets de Windsor           | Can-Pro       | 11 | 5                | 2                | 7                | 14               | -                | - | -                    | -                    | -                    |                      |                      |
| 1927-1928  | Eagles de New Haven          | Can-Am        | 39 | 9                | 6                | 15               | 61               | -                | - | -                    | -                    | -                    |                      |                      |
| 1928-1929  | Arrows de Philadelphie       | Can-Am        | 38 | 5                | 1                | 6                | 60               | -                | - | -                    | -                    | -                    |                      |                      |
| 1929-1930  | Millionaires de Toronto      | LIH           | 19 | 2                | 3                | 5                | 30               | -                | - | -                    | -                    | -                    |                      |                      |
| 1929-1930  | Panthers de London           | LIH           | 6  | 1                | 1                | 2                | 6                | -                | - | -                    | -                    | -                    |                      |                      |
| 1929-1930  | Flying Dutchmen de Kitchener | Can-Pro       | 2  | 1                | 0                | 1                | 0                | -                | - | -                    | -                    | -                    |                      |                      |
| Totaux LNH | Totaux LNH                   | Totaux LNH    | 64 | 18               | 12               | 30               | 66               | 9                | 3 | 0                    | 3                    | 6                    |                      |                      |

## Transactions
- 21 décembre 1915 : signé comme agent libre par les Blueshirts de Toronto.
- 5 décembre 1917 : signé comme agent libre par les Arenas de Toronto.
- 19 février 1919 : suspendu par les Arenas pour avoir signé sans autorisation un contrat avec les Miners de Glace Bay.
- 7 décembre 1919 : échangé aux Aristocrats de Victoria par les Arenas en retour d'argent.
- 15 mai 1926 : droits transférés aux Cougars de Détroit depuis les Cougars de Victoria à la suite du rachat de la franchise.
- 7 janvier 1927 : échangé aux Bruins de Boston par les Cougars avec Frank Fredrickson en retour de Duke Keats et Archie Briden.
- 22 mai 1927 : échangé aux Cougars par les Bruins en retour de Fred Gordon.
- 10 octobre 1927 : échangé aux Rangers de New York par les Cougars avec Archie Briden en retour de Stan Brown.
- 17 novembre 1929 : signé comme agent libre par les Millionaires de Toronto.
- 1er décembre 199 : échangé aux Panthers de London par les Millionaires en retour d'argent[7].

## Trophées et honneurs personnels
- Coupe Stanley
  - Champion de la coupe Stanley 1918 avec les Arenas de Toronto (LNH) et 1925 avec les Cougars de Victoria (PCHA)
- Ligue nationale de hockey
  - Champion du trophée O'Brien 1918 avec les Arenas
- Western Canada Hockey League
  - Champion de la WCHL 1925 et 1926 avec les Cougars de Victoria
- Association de hockey de la Côte du Pacifique
  - Nommé dans la deuxième équipe d'étoiles 1922 et 1923